# 天使のU・B・U・G
『天使のU・B・U・G』（てんしのうぶげ）は、一部フジテレビ系列局で放送されたフジテレビ制作のバラエティ番組。制作局のフジテレビでは1994年10月13日から1995年3月16日まで、毎週木曜 25:15 - 26:15 （金曜 1:15 - 2:15）に放送。

## 概要
今田耕司と東野幸治が司会を務めた深夜番組で、一般的な知名度が低い、一部マニアを除いては全く売れていない女性アイドルたち（今田たち曰く「C級アイドル」たち）が様々なゲーム企画などに挑戦した。当初は今田と東野を中心とするトークが多かったが、徐々にアイドルの実情や自分たちの売り込みをネタにしたバラエティへと変わっていった。
この番組はフジテレビのほか、北海道文化放送（水曜 24:30 - 25:30）やテレビ新広島でも遅れネットで放送されていた。

## 主な出演者

### 司会進行
- 今田耕司
- 東野幸治
- 富永美樹（当時フジテレビアナウンサー）
- 橋本志穂

### レギュラー・セミレギュラー出演者
- 蔵野孝洋 - 放送開始当時は相方の板尾創路が謹慎中だったためピンで出演していた（板尾は95年1月に復帰）。
- 木村祐一
- 山崎邦正
- ナインティナイン（矢部浩之・岡村隆史） - 第11回にゲスト出演。

#### お目付け役
- 相楽晴子（1994年10月13日 - 1994年12月30日）
- 網浜直子（1995年1月26日 - 1995年3月16日）

### 出演したアイドル（50音順）
- 稲葉貴子（いなば あつこ）（大阪パフォーマンスドール（OPD）。後の太陽とシスコムーンメンバー。元OPDの古谷文乃と(s)pirit colorで活動中）
- 井上麻美（いのうえ まみ）
- 上田美穂（うえだ みほ）（大阪パフォーマンスドール（OPD））
- 大石円（おおいし まどか）
- 桂木亜沙美（かつらぎ あさみ）
- 稀崎優（きざき ゆう）（ENDOLL）
- 木内あきら（きのうち あきら）
- 斉藤志乃（さいとう しの）（1994年12月30日からレギュラー入り）
- 坂木優子（さかき ゆうこ）
- 笹峰愛（ささみね あい）
- 白鳥智恵子（しらとり ちえこ）
- 平沙織（たいら さおり）
- 武内由紀子（たけうち ゆきこ）（大阪パフォーマンスドール（OPD）。後のWEST END × YUKIのYUKI）
- 遠峯ありさ（とおみね ありさ）（現 華原朋美）
- 中野和美（なかの かずみ）（ENDOLL）
- 中野公美子（なかの くみこ）（大阪パフォーマンスドール（OPD））
- 古谷文乃（ふるたに あやの）（大阪パフォーマンスドール（OPD）。元OPDの稲葉貴子と(s)pirit colorで活動中）
- 宝生舞（ほうしょう まい）（1994年12月30日まで）
- 堀江奈々（ほりえ なな）
- 堀川ミミ（ほりかわ みみ）（ENDOLL）
- マユリ（ピンクサターン）
- 水野あおい（みずの あおい）
- 宮内知美（みやうち ともみ）
- 最上文（もがみ あや）（ENDOLL）
- 百々瀬久美（ももせ くみ）（別名：一ノ瀬もも。1994年12月30日からレギュラー入り）
- 矢部美穂（やべ みほ）
- 山口リエ（1994年12月30日まで）
- 優加しおり（ゆか しおり）（1994年12月30日からレギュラー入り）
- ヨーコ（ピンクサターン）
- リエ（ピンクサターン）

### 日直MCアイドル
| 放送回 | 放送日         | 放送時間    | 日直MCアイドル           |
| ------ | -------------- | ----------- | ------------------------ |
| 第 1回 | 1994年10月13日 | 25:45-26:45 | 初回の放送のためなし     |
| 第 2回 | 1994年10月20日 | 25:15-26:15 | 宝生舞                   |
| 第 3回 | 1994年10月27日 | 25:15-26:15 | ピンクサターン・リエ     |
| 第 4回 | 1994年11月 3日 | 25:15-26:15 | 水野あおい               |
| 第 5回 | 1994年11月10日 | 25:15-26:15 | 坂木優子                 |
| 第 6回 | 1994年11月17日 | 25:15-26:15 | 堀江奈々                 |
| 第 7回 | 1994年11月24日 | 25:15-26:15 | 大石円                   |
| 第 8回 | 1994年12月 1日 | 25:15-26:15 | 矢部美穂                 |
| 第 9回 | 1994年12月15日 | 25:15-26:15 | 笹峰愛                   |
| 第10回 | 1994年12月22日 | 26:00-27:00 | 温泉で忘年会のためなし   |
| 第11回 | 1994年12月30日 | 24:35-26:05 | 対決スペシャルのためなし |
| 第12回 | 1995年 1月26日 | 25:15-26:15 | ENDOLL・中野和美         |
| 第13回 | 1995年 2月 2日 | 25:15-26:15 | 笹峰愛（2回目）          |
| 第14回 | 1995年 2月 9日 | 25:15-26:15 | OPD・武内由紀子          |
| 第15回 | 1995年 2月16日 | 25:15-26:15 | 矢部美穂（2回目）        |
| 第16回 | 1995年 2月23日 | 25:15-26:15 | 遠峯ありさ               |
| 第17回 | 1995年 3月 2日 | 25:15-26:15 | 桂木亜沙美               |
| 第18回 | 1995年 3月 9日 | 25:15-26:15 | 総集編のためなし         |
| 第19回 | 1995年 3月16日 | 25:15-26:15 | 最終回のためなし         |

### ナレーション
- 広中雅志

## スタッフ
- 企画：齋藤秋水（フジテレビ）／岡本昭彦（吉本興業）
- 構成：清水東、内村宏幸、小川浩之、小原信治、川野孝弘、鈴木淳、野呂エイシロウ／かわら長介、遠藤察男
- SW：高田治、島本健司
- カメラ：河西純
- VE：北井勇作、田畑司、西脇貴美孝
- 音声：石井俊二
- PA：松本政利、田中文雄、森田篤
- 照明：渡辺啓史
- VTR編集：中根敏晶（パッチワーク）
- 音響効果：川端智之・坂本洋子（共に4-Legs）
- MA：郡司佐茂亜（4-Legs）
- TK：山口美香
- 美術制作：石鍋伸一朗
- デザイン：小池秀樹、石森慎司
- 美術進行：村上勇人、田尻章
- 大道具：松本達也
- 装飾：蓮井祥秀
- 持道具：網野高久
- 衣裳：橋本幸治
- メイク：下青木裕子
- 電飾：林将大
- アクリル装飾：長岡隆悦
- 生花装飾：吉田優子
- タイトル：岩崎光明
- スタイリスト：insi-De
- 車輌：上田健次
- AD：兼則英司、戸渡和孝、高木剛、遠藤陽子、的場淳司
- ディレクター：佐久間茂、北村要、吉田一浩
- プロデューサー：大前一彦
- 制作：井上信悟
- 技術協力：ニユーテレス
- ロケ技術：VIC
- 制作協力：吉本興業
- 制作：フジテレビ第二制作部
- 制作著作：フジテレビ

## 『今田東野ナイナイの芸能界ダメならぬがねば!!』
『今田東野ナイナイの芸能界ダメならぬがねば!!』（いまだひがしのナイナイのげいのうかいダメならぬがねば）は、『天使のU・B・U・G』の放送開始に先だって1994年10月1日にフジテレビで放送された特別番組。今田耕司・東野幸治がメイン司会を務め、お目付け役として秋野暢子、アシスタントとしてナインティナイン、さらにアイドル50人が出演した。エンディングでは『天使のU・B・U・G』の告知が行われるとともに、ザ・ポチの解散が発表された。

### コーナー
- ダメならぬがねば アイドル50人襲撃キャンペーン（東京スポーツ襲撃）
- 水野あおいの一日ホームレス
- 声でイカせて！UBUGテレクラプロモーション対決
- 二人羽織メイクおとしゲーム（第15回内放送）
- 職ナシアイドル撲滅企画　クイズ佐久間のささやき（第15回内放送）
- 出張No.1アイドルダービ～
- 現役アイドルがここまで漏らす 50人究極アンケート
- ぬいぐるみ人生相談　アマッたれてるんじゃないわよ!!
- 来年ガンバレ アイドルの力で地味な試合を盛り上げよう!!
- 今田東野仲本 トリプルコウジの体操教室（ゲスト：仲本工事）
- あのアイドルは今!? 芸能界ダメならぬがねばトーク!!（ゲスト：横須賀昌美、大沢逸美、藍田美豊）

### 出演した50人のアイドル
OPD、ザ・ポチ、ピンクサターン、MASK、みるく（染谷由紀子（現・そめやゆきこ）・星野貴代子・堀口綾子）、藍田真潮、安妙子、一宮里絵、伊藤理恵、井上麻美、今村理恵、卯月愛里、大石円、奥山玲奈、菅野美穂、木内あきら、西城まり子、坂木優子、笹峰愛、沢地かな、白鳥智恵子、鈴木ゆみ子、関根さち子、谷口あゆみ、遠峯ありさ（現・華原朋美）、新島弥生、花塚いづみ、日々野みか、藤田あおい、宝生舞、堀江奈々、本間志保、水野あおい、村田和美、桃田佳世子、矢部美穂、山口リエ